# Кирейчук, Александр Георгиевич
Александр Георгиевич Кирейчук (род. 9 августа 1952, Харьков) — российский энтомолог, специалист по жесткокрылым. Доктор биологических наук. Много занимался обширным сайтом «Жуки и колеоптерологи», совершил ряд экспедиций по России и зарубежным странам. Член Русского энтомологического общества, Линнеевского общества, энтомологического общества Франции. Описал более 90 родов и более 600 видов жесткокрылых.

## Главные публикации
- Кирейчук А. Г. 1982. Систематическое положение рода Calonecrus J. Thomson и замечания по филогении семейства жуков-блестянок (Coleoptera, Nitidulidae). Энтомологическое обозрение, Т. 61, вып. 1: 117—130.
- Кирейчук А. Г. 1984. Новые виды жуков семейств Nitidulidae и Cybocephalidae (Coleoptera) фауны Восточной Палеарктики. Зоологический журнал. 63, N 4: 517—531.
- Kirejtshuk A.G. 1984. New taxa of Nitidulidae (Coleoptera) from the Indo-Malayan fauna. Annales Historico-Naturales Musei Nationalis Hungarici, T. 76: 169—195.
- Kirejtshuk A.G. 1986. On polyphyly of the Carpophilinae with description of a new subfamily, Cillaeinae (Coleoptera, Nitidulidae). Coleopterist`s Bulletin, Vol. 40, N 3: 217—221.
- Кирейчук А. Г. 1989. Замечания по проблеме соответствия филогении и системы. Труды Зоологического института АН СССР, Т.. 202: 3-19.
- Кирейчук А. Г. 1989. О становлении филлофагии (филлофагизации) среди жуков (Coleoptera). Труды Зоологического института АН СССР, Т.. 202: 147—182.
- Кирейчук А. Г. 1992. Определительная таблица надсемейств Cucujoidea и Tenebrionoidea.; Определительная таблица семейств надсемейства Cucujoidea.; Сем. Блестянки — Nitidulidae.; Сем. Катеретиды — Kateretidae. В кн.: Определитель насекомых Дальнего Востока, Ст-Петербург, Наука, Т. 3, часть 2: 107—216.
- Kirejtshuk A.G., J.F. Lawrence 1992. Cychramptodini, new tribe of the Nitidulidae (Coleoptera) from Australian region. Journal of the Australian entomological Society, Vol. 31: 29-46.
- Nikitsky N.B., J.F. Lawrence, A.G. Kirejtshuk, W.G. Gratshev 1994. Decliniidae fam.n., from the Russian Far East and its taxonomic relationships (Coleoptera Polyphaga). Russian Entomological Journal, Vol. 2 (5-6) (1993): 3- 10.
- Кирейчук А. Г. 1994. Система, эволюция образа жизни и филогения отряда жуков (Coleoptera). I. Энтомологическое обозрение, Т. 73, вып. 2: 266—288.
- Кирейчук А. Г. 1996. Система, эволюция образа жизни и филогения отряда жуков (Coleoptera). II. Энтомологическое обозрение, Т. 75, вып. 1: 39-62.
- Кирейчук А. Г., Крыжановский О. Л. 1998. Некоторые замечания об «архетипе, стиле и ранге в биологической систематике» сем. Cryptophagidae (Coleoptera) и других жесткокрылых. Энтомологическое обозрение, Т. 77, вып. 1: 258—267.
- Кирейчук А. Г. 1998. Положение подсем. Maynipeplinae (Coleoptera, Nitidulidae) из Экваториальной Африки в системе, а также замечания по эволюции и структурным модификациям у блестянок. Энтомологическое обозрение, Т. 77, вып. 3: 540—554.
- Kirejtshuk A.G. 2005. On the fauna of Nitidulidae (Coleoptera, Nitidulidae) from Taiwan with some taxonomical notes. Annales Historico-Naturales Musei Nationalis Hungarici, 97: 217—279.
- Kirejtshuk A.G., G. Poinar, Jr. 2006. Haplochelidae, a new family of cretaceous beetles (Coleoptera, Myxophaga) from Burmese amber // Proceedings of the Entomological Society of Washington. 108 (1): 155—164.